# Charlemagne (1895)
«Шарлемань» (фр. Charlemagne) — головной в серии французских эскадренных броненосцев типа «Шарлемань». Назван в честь короля франков Карла Великого.
Большую часть своей карьеры броненосец провёл на средиземном море. Дважды он участвовал в занятии порта Митилини на острове Лесбоса, принадлежавшего Османской империи.
Когда началась Первая мировая война, в течение первых двух месяцев броненосец участвовал в сопровождении конвоев, перевозящих союзные войска. В ноябре 1914 «Шарлемань» действовал против немецких кораблей в Средиземном море. В 1915 под командованием Контр-адмирала Эмилья Гуепрэйтта он присоединился к британским судам, бомбардировавшим турецкие укрепления . Позже в том году «Шарлемань» вошёл в подразделение, действующее на Солоникском фронте. «Шарлемань» был переведён в запас и затем разоружён в конце 1917 года, списан в 1920 и позже продан на слом в 1923.

## Описание конструкции
Броневая защита была реализована в виде "французской" схемы - два очень узких броневых пояса по всей длине корпуса и две бронепалубы с многочисленными клетками и коффердамами. Поясная броня возвышалась над ватерлинией всего на 1м, и малейший крен мог вызвать затопление корабля через пробоины в незащищённой обшивке.
По некоторым данным, схема бронирования была следующей:
- броня гарвеевская
- пояс 325-120 мм
- верхний пояс 100 мм
- батарея 75 мм
- башни 380 мм
- палуба 80-20 мм
- рубка 330 мм.[1]